# 郭子建
郭子建（1961年10月—），男，河北沧州人，生于河间，中国化学生物学家，南京大学教授，中国科学院院士。

## 生平
1982年毕业于河北农业大学，1994年在帕多瓦大学获博得士学位。1996年-1999年于爱丁堡大学从事科研工作。1999年起至今任教南京大学。2006年任南京大学化学化工学院院长。2017年当选为中国科学院院士。